# کیم فالکنبرگ
کیم فالکنبرگ (انگلیسی: Kim Falkenberg؛ زادهٔ ۱۰ آوریل ۱۹۸۸) بازیکن فوتبال اهل آلمان است.
از باشگاه‌هایی که در آن بازی کرده‌است می‌توان به باشگاه فوتبال آلمانیا آخن، باشگاه فوتبال گروتر فورث، باشگاه فوتبال زاربروکن، باشگاه فوتبال اس‌وی زاندهاوزن، و باشگاه فوتبال اسنابروک اشاره کرد.
وی همچنین در تیم‌های ملی فوتبال جوانان آلمان، و جوانان آلمان، و جوانان آلمان، بازی کرده‌است.